# Кубок Ліхтенштейну з футболу 1948—1949
Кубок Ліхтенштейну з футболу 1948—1949 — 4-й розіграш кубкового футбольного турніру в Ліхтенштейні. Титул здобув Вадуц.

## Перший раунд
| Команда 1   | Рахунок | Команда 2 |
| ----------- | ------- | --------- |
| Вадуц-2     | –       | Трізен II |
| Бальцерс II | –       | Шан       |

## Другий раунд
| Команда 1 | Рахунок | Команда 2 |
| --------- | ------- | --------- |
| Вадуц-2   | 6–0     | Шан       |

## 1/2 фіналу
| Команда 1 | Рахунок | Команда 2 |
| --------- | ------- | --------- |
| Бальцерс  | 1–5     | Вадуц     |
| Вадуц-2   | 1–4     | Трізен    |

## Фінал
| 18 серпня 1948 |

| Вадуц | 2–2 дч | Трізен |
| ----- | ------ | ------ |
|       |        |        |

| Вадуц |

Перегравання
| 4 грудня 1948 |

| Трізен | 1–2 | Вадуц |
| ------ | --- | ----- |
|        |     |       |

| Трізен |